# Richard Hammond
Richard Mark Hammond, född 19 december 1969 i Solihull, West Midlands, är en brittisk TV-programledare, författare och journalist. Han är mest känd som en av programledarna för motorprogrammet Top Gear från 2002 till 2015 tillsammans med Jeremy Clarkson och James May. Han presenterade också programmet Brainiac (2003–2006), Total Wipeout (2009–2012). Hammond skriver även ett kåseri för den engelska tidningen Daily Mirror.

## Privatliv
Hammond är sedan maj 2002 gift med Amanda "Mindy" Etheridge (en krönikör från Daily Sunday express). Tillsammans har de två döttrar. De bor på ett slott i Herefordshire och har även en lägenhet i London.

## Vampire-kraschen
Under en inspelning av Top Gear, i september 2006, försökte Hammond slå det brittiska hastighetsrekordet då han körde en bil kallad Vampire, som drevs av en jetmotor. På grund av en punktering på bilens högra framdäck resulterade försöket i en våldsam krasch, som Hammond klarade sig överraskande väl ur.
Den engelska myndigheten Health and Safety Executive konstaterade att Hammond agerade precis som en kompetent superbilförare, då han efter punkteringen instinktivt bromsade bilen och försökte svänga in till sidan av vägen. Han verkar också ha dragit i spaken för att släppa ut bilens fallskärm, och sålunda stängt av jetmotorn. Fallskärmen hann dock inte vecklas ut innan bilen åkte av vägen.
Den 28 januari 2007 var Top Gear tillbaka i Storbritannien med en ny säsong, efter att säsongspremiären flyttats fram i väntan på Hammonds återhämtning. I avsnittet visades bilder från kraschen, och Hammond bad i slutet av avsnittet om att kollegorna aldrig skulle nämna kraschen igen.
I februari 2008 intervjuades Hammond av tidningen The Sunday Times, där han berättade om effekterna av sina hjärnskador och om återhämtningsprocessen. Han hade drabbats av minnesförlust, depression och svårigheter med känslomässiga upplevelser. För detta konsulterade han en psykolog.

## Tv-serier i urval
- Top Gear (2002–2015)
- The Grand Tour (2016–)
- Brainiac: Science Abuse
- Crufts
- Should I Worry About...?
- Sport Relief
- Richard Hammond's Blast Lab
- Richard Hammond's Engineering Connections
- Total Wipeout (2009–2012)
- Science of Stupid
- Richard Hammond's Crash Course